# Oliva hirasei
Oliva hirasei is een slakkensoort uit de familie van de Olividae. De wetenschappelijke naam van de soort is voor het eerst geldig gepubliceerd in 1959 door Kira.